# Фуэнтес Моррисон, Роберто
Кристиан Роберто Фуэнтес Моррисон (исп. Cristian Roberto Fuentes Morrison; 11 ноября 1938, Чильян — 9 июня 1989, Сантьяго), известен как Эль-Валли (исп. El Wally) — чилийский оперативник-антикоммунист, активист Родины и свободы, при хунте Пиночета — сотрудник военно-воздушной разведслужбы, один из руководителей Соединённой команды. Участник репрессий и спецопераций военного режима. В конце 1980-х занимался частным бизнесом. Убит подпольщиками-коммунистами ПФМР. Признан жертвой нарушения прав человека со стороны антипиночетовской оппозиции.

## Пожарный и спасатель
Родился в семье музыканта-контрабасиста, средний из трёх братьев. Луис Фуэнтес Рейес, отец Роберто, заведовал музыкальной кафедрой в Чилийском университете, играл в Чилийском симфоническом оркестре. Мать — Кристина Моррисон Сазерлэнд — домохозяйка английского происхождения. Вскоре после рождения сыновей семья перебралась из Чильяна в Сантьяго. Учился Роберто Фуэнтес Моррисон в пиаристском Испано-Американском колледже. С детства отличался самостоятельностью, упорством, тягой к спортивному экстриму и риску.
С 1963 Роберто Фуэнтес Моррисон работал в Пожарной службе Сантьяго и Андском спасательном корпусе, затем в пивной компании. Являлся резервистом ВВС Чили — спасательная служба тесно связана с военной авиацией. Увлечённо занимался альпинизмом, дружил с известным чилийским альпинистом Клаудио Лусеро. Отличался спортивными качествами и соответствующей внешностью («британского вида и склада»). Был женат на учительнице английского языка Констанции Сотомайор, в браке супруги имели двух дочерей и сына.
Политически Роберто Фуэнтес Моррисон, подобно родителям, придерживался правоцентристских взглядов, ориентировался на Радикальную партию Чили. Но при этом был крайне жёстким антикоммунистом и антимарксистом, убеждённым противником левого блока Народное единство и правительства Сальвадора Альенде. В 1971 вступил в ультраправую организацию Родина и свобода (PyL). Есть версия, что к тому времени он уже был связан со Службой разведки ВВС (SIFA) и примкнул к PyL, выполняя оперативное задание. Документально это не подтверждено.

## Сотрудник военной спецслужбы

### Оперативник репрессий
11 сентября 1973 правительство Альенде было свергнуто военным переворотом. К власти пришла Правительственная хунта во главе с генералом Аугусто Пиночетом. Роберто Фуэнтес Моррисон с энтузиазмом поддержал новый военный режим и присоединился к его репрессивному аппарату. Поступил в штат SIFA, числился охранником министра сельского хозяйства Тукапеля Вальехоса. Был известен под кличкой El Wally — Эль-Валли. Очевидцы отмечали авторитет Фуэнтеса Моррисона: он держался на равных с военными, что гражданским лицам обычно не позволялось. Люди, которых арестовывал Эль-Валли, отмечали его сходство с Джоном Уэйном: «сардоничный тип ковбоя-ганфайтера, жёсткие приказы, никаких нервов».
SIFA, во главе которой стоял полковник Орасио Отайса, являлась важным инструментом репрессий. Курировал авиационную спецслужбу влиятельный член хунты генерал Густаво Ли. С декабря 1974 служба была повышена в статусе: преобразована в Управление военно-воздушной разведки — DIFA под руководством генерала Энрике Руиса Бунхера. Штаб-квартира, расположенная в Военно-воздушной академии (AGA), превратилась в центр содержания заключённых, сюда привозили арестованных, подвергали допросам и пыткам. Первые удары обрушились на военных лётчиков, верных правительству Альенде (так погиб генерал Альберто Бачелет). Далее развернулись репрессии против активистов ультралевого движения MIR и Компартии Чили (КПЧ).
Роберто Фуэнтес Моррисон привёл на службу в SIFA нескольких товарищей по PyL — участников убийства адъютанта Альенде Артуро Арайи. Он организовал несколько центров содержания заключённых, принимал активное участие в оперативных мероприятиях, арестах, допросах и пытках. Был напарником коменданта AGA полковника Эдгара Севальоса Джонса. Отмечался идеологический энтузиазм Эль-Валли (в отличие от ряда офицеров, механически выполнявших служебные задачи). При этом Фуэнтес Моррисон разработал собственную методику допросов — чередование жёсткого давления с глубокой доверительностью и пониманием. Таким образом ему удалось перевербовать нескольких активистов MIR и КПЧ, которые стали источниками ценной информации.
При участии Эль-Валли был выслежен и убит руководитель MIR Хосе Бордас Пас (сменил убитого ДИНА Мигеля Энрикеса). Похищены и убиты (объявлены «пропавшими без вести») активисты КПЧ братья Рикардо, Хосе и Патрисио Вейбель, Мигель Родригес Гальярдо, Николас Лопес Суарес, Игнасио Гонсалес Эспиноса — в общей сложности около тридцати человек. Арестованы активисты MIR Рикардо Парвекс, Сесилия Олмус, Кармен Глория Диас. Функционеры КПЧ Рене Басоа и Мигель Эстай Рейно (El Fanta) — командиры боевиков и начальники разведки коммунистического подполья — после допросов у Эль-Вали перевербовались и стали его информаторами. Это нанесло сокрушительный удар по коммунистическому подполью.

В разгар репрессий против Коммунистической партии была заметна тяжёлая рука Эль-Валли.

В то же время Роберто Фуэнтес Моррисон был далёк от ультраправых взглядов и не являлся последовательным пиночетистом. Он не во всём поддерживал политику хунты — в частности, не одобрял олигархического контроля над экономикой. Но первостепенной задачей Эль-Валли считал искоренение коммунизма и марксизма. Этим приоритетом объяснялась его жестокость. В доверительных разговорах он говорил, что преследует «не левых мыслителей, а коммунистических террористов».

### В конфликте с ДИНА
Главным карательным органом хунты являлась тайная полиция ДИНА. Директором ДИНА был полковник Мануэль Контрерас. Привилегированное положение ДИНА среди спецслужб, властные амбиции Контрераса вызывали недовольство военных. Главным противником директора ДИНА выступал начальник Управления военной разведки (DIM) генерал Одланьер Мена. Его поддерживал генерал Густаво Ли, который вообще возражал против концентрации власти в руках Пиночета. В этом противостоянии Роберто Фуэнтес Моррисон занимал сторону Ли как командующего ВВС и куратора DIFA.
Представители военных разведок — авиационной SIFA/DIFA, армейской DINE, флотской SIN, карабинерской DICAR — решили объединить усилия в аппаратной конкуренции с ДИНА. Было создано неформальное, но чётко структурированное совместное подразделение — Соединённая команда (CC). Руководство CC принял Эдгар Севальос Джонс, его ближайшим помощником стал Роберто Фуэнтес Моррисон. Как представитель DIFA Эль-Валли возглавил оперативный штаб CC, в который вошли также Альваро Корбалан от DINE, Даниэль Гимперт от SIN, Мануэль Муньос Гамбоа от DICAR.
DIFA и CC действовали очень жёстко, но всё же иначе, чем ДИНА. «Наши задержанные обычно не умирают», — говорил полковник Севальос Джонс. Похищения и убийства исчислялись десятками, но действительно совершались реже, чем в ведомстве Контрераса. Случалось, представители военных разведок информировали подпольщиков о готовящихся в ДИНА арестах. Крайне жёсткой была конкуренция за источники информации: осведомителей, замеченных в связях с ДИНА, убивали на тех же основаниях, что боевиков подполья. Так произошло, в частности, с завербованным активистом MIR Кэролом Флоресом и военнослужащим Гильермо Братти — оба были застрелены и брошены в реку Майпо.
Межведомственная вражда дошла до того, что Севальос подготовил план убийства Контрераса. Это стало известно в ДИНА, Контрерас настоял на отставке Севальоса. В конце ноября 1975 МВД и Минобороны издали совместный приказ, согласно которому арестные полномочия резервировались только за ДИНА. Оперативное руководство DIFA и CC по факту перешло к Фуэнтесу Моррисону. Для урегулирования отношений он провёл конфиденциальную встречу на холме Сан-Кристобаль с заместителем Контрераса полковником Педро Эспиносой. «Война спецслужб» прекратилась. По словам Луиса Фуэнтеса Моррисона-младшего, его брат прошёл эту войну с честью, как «священную».
«Соединённая команда» и ДИНА были расформированы почти одновременно и при сходных обстоятельствах. 21 сентября 1976 агенты ДИНА убили в Вашингтоне бывшего министра в правительстве Альенде Орландо Летельера. Это вызвало громкий международный скандал. 2 ноября 1976 агенты CC при участии Фуэнтеса Моррисона убили в Сантьяго активиста КПЧ Карлоса Контрераса Малухе. Произошло это днём на улице, в присутствии прохожих и полиции (Контрерас Малухе изобразил согласие привести агентов на встречу для захвата своего соратника, но прилюдно раскрылся, бросился под колёса автобуса, был брошен в машину, отвезён на базу CC и убит). Ситуация стала широко известна и тоже привела к скандалу. В итоге CC была распущена в январе 1977, ДИНА в июне того же года преобразована в Национальный центр информации (СЕНИ).

### Разведка, суд, СЕНИ
Роберто Фуэнтес Моррисон продолжал служить в DIFA. В 1978, при конфликте за Бигл, организовал ДРГ в Аргентине — его агенты валили приграничные опоры ЛЭП. В 1980 стажировался на курсах разведки в Великобритании. В 1982 декретом Правительственной хунты назначен командиром эскадрильи в звании второго лейтенанта.
Несколько лет Фуэнтес Моррисон тесно сотрудничал с СЕНИ, главным оперативником которого был знакомый Эль-Валли по CC Альваро Корбалан. Привлкался для консультирования, планирования и осуществления спецопераций. Однако отношения Эль-Валли с Корбаланом резко ухудшились после убийства профсоюзного лидера Тукапеля Хименеса 25 февраля 1982. Вскоре был убит Рене Басоа. Это убийство осталось не раскрытым, но было воспринято либо как месть Фуэнтесу Моррисону со стороны ДИНА, либо как предупреждение ему же со стороны СЕНИ и DINE. Фуэнтес Моррисон считал, что его пытались втянуть в убийство Хименеса и этим скомпрометировать. Он угрожал убить Корбалана и отомстить за Басоа.
В 1984 бывший участник «Соединённой команды» Андрес Валенсуэла явился в журнал Cauce — одно из очень немногих изданий легальной оппозиции. Он рассказал журналистке Монике Гонсалес о своей службе в CC, о жестокости репрессий. В его рассказе видное место занимал Роберто Фуэнтес Моррисон — в том числе его участие в захватах и убийствах. Материал имел большой резонанс — ранее считалось, что репрессивным органом хунты являлась только ДИНА. После этого в 1985 Фуэнтес Моррисон был направлен в ЮАР военно-воздушным атташе чилийского посольства.
Середина 1980-х стала в Чили периодом относительной либерализации режима. В 1985 судья Апелляционного суда Сантьяго Карлос Серда начал расследование тайных операций репрессивных органов 1970-х и проверку их соответствия законности. Среди эпизодов было «Дело тринадцати» — похищение одиннадцати членов КПЧ и двух членов MIR в декабре 1976 — завершающий этап Дела улицы Конференция. «Неукротимый судья» привлёк к ответственности около сорока офицеров и генералов, в том числе Густаво Ли (к тому времени выведенного из хунты и перешедшего в оппозицию к Пичночету) и Роберто Фуэнтеса Моррисона.
Выполняя требование судьи, Фуэнтес Моррисон дал показания. Но они касались не столько «дела тринадцати», сколько истории его персональных отношений со спецслужбами. «Соединённая команда» и Эль-Валли действительно не были вовлечены в «Дело тринадцати» — эту операцию проводила ДИНА. Хунта потребовала прекратить расследование на основании закона об амнистии и после отказа судьи отстранила Карлоса Серду. Расследование не имело последствий для Фуэнтеса Моррисона, но он стал первым чилийским офицером, согласившимся предстать перед судом.
В 1986—1987 Эль-Валли вновь привлекался к операциям тайной полиции. В составе опергруппы СЕНИ он участвовал в арестах и убийствах боевиков ПФМР, совершивших покушение на Пиночета. Младший брат утверждает, что Эль-Валли дистанцировался от Корбалана и потому не мог действовать заодно с СЕНИ. Однако бывшие агенты СЕНИ вспоминают Эль-Валли как человека, который «объединял все группы и помогал во всём» — включая Операцию «Албания».

## Отставка и смерть
С 1 января 1987 Роберто Фуэнтес Моррисон оставил службу в ВВС Чили. Жил в Сантьяго на улице Ло-Пласа (Нюньоа). Занялся частным предпринимательством, основал фирму Mañque Ltda — производство взрывчатых веществ и деталей для стрелкового оружия. Из трёх его компаньонов один прежде был гражданским служащим ВВС, другой агентом CC, третий техническим сотрудником СЕНИ.
5 октября 1988 Пиночет потерпел поражение на общенациональном референдуме. Большинство избирателей выступили за его уход. Начался демонтаж военного режима. Роберто Фуэнтес Моррисон был уверен, что коммунисты будут мстить ему за прошлое. Он готовился сопротивляться: не расставался с браунингом, передвигался в оборудованном пикапе Chevrolet C-10 — та же модель, что использовалась DIFA для перевозки похищенных.
Смертный приговор Роберто Фуэнтесу Моррисону вынесла подпольная прокоммунистическая организация Автономный ПФМР (ПФМР-А). Луис Фуэнтес Моррисон-младший убеждён, что за кулисами этой акции стояли бывшие сотрудники ДИНА, перешедшие в DINE и СЕНИ — чтобы отомстить за прежнюю «войну спецслужб». Якобы они знали о плане убийства и как минимум не препятствовали, если не оказали содействие.
Засада на Эль-Валли была устроена утром 9 июня 1989. Участвовали шесть боевиков ПФМР-А (двое из них — Рикардо Пальма Саламанка и Рауль Эскобар Поблете — в 1991 расстреляли Хайме Гусмана). Трое заняли позиции за деревьями, двое поднялись на второй этаж дома и взяли на прицел улицу, один страховал в стороне. Эль-Валли не успел вытащить пистолет. Он получил семь пуль и умер на месте. Исполнителям удалось уйти.
Роберто Фуэнтес Моррисон воспринимается в Чили несколько иначе, нежели другие сотрудники карательных органов хунты. Учитываются особенности его личности, действий, политических взглядов, противостояние с ДИНА. Комиссия Валеча причисляет Фуэнтеса Моррисона к жертвам нарушения прав человека со стороны антипиночетовского подполья.